# Farkas Gergely
Farkas Gergely (Kecel, 1986. november 3. –) szociológus-közgazdász, korábban országgyűlési képviselő. A Jobbik Magyarországért Mozgalom országgyűlési képviselőcsoportjának általános frakcióvezető-helyettese, a Jobbik Ifjúsági Tagozat volt elnöke. 2020. május 27-én kilépett a Jobbik frakciójából.

## Tanulmányai
2005-ben a kecskeméti Bolyai János Gimnáziumban érettségizett, majd ezután a Budapesti Corvinus Egyetemen szerzett szociológus-közgazdász diplomát hagyományos 5 éves képzésben.

## Politikai tevékenysége 2010 előtt
Párttá alakulása, 2003 óta segíti a Jobbikot. 2005 őszén, elkezdve Budapesten az egyetemi tanulmányait, kapcsolódott be az Országos Hivatal munkájába, ezzel egy időben pedig társaival megalakította a Jobbik Keceli Szervezetét, melynek azóta is elnöke. 2008 januárjától 2009 nyaráig Vona Gábor felkérésére elnöki kabinetvezető volt a Jobbikon belül. 2009. szeptember 26-án az Jobbik Országos Választmányának alelnökévé választották. Ezt a tisztséget 2012 áprilisáig töltötte be. Mindeközben 2009 szeptemberétől 2010 májusáig Balczó Zoltán európai parlamenti képviselő belföldi asszisztenseként tevékenykedett.

## Politikai tevékenysége 2010 után
A 2010-es választáson az országos lista 25. helyén, valamint a párt Nógrád megyei területi listáján is indult. Utóbbiról szerzett mandátumot.
A parlamenti munkája során az Országgyűlés Kulturális bizottságának tagjaként kiemelten foglalkozik az ifjúságpolitika, az oktatás és a kultúra kérdéseivel. Rendszeresen felszólal többek között a köz- és felsőoktatásban tanulók, a fiatalok lakhatási problémáinak megoldása érdekében, az elvándorlás megállításáért, a külföldre kényszerülő magyarok szavazásának elősegítéséért vagy épp az ifjúság hatékonyabb érdekérvényesítéséért.
A Jobbik Ifjúsági Tagozat munkájában annak szárnybontogatásától, 2011-től vesz részt. Kezdetben a Jobbik IT-t irányító Országos Szervezőbizottság tagja, majd az szervezet első, 2013. évi Kongresszusán a Jobbik IT elnökévé választották. Az Ifjúsági Tagozat 2015-ös, második, majd 2017-es harmadik kongresszusa tisztségében megerősítette.
A 2014. évi országgyűlési választásokon a Jobbik országos listájának 9. helyén szerepelve szerzett újabb képviselői mandátumot. A frakció alakulóülésén általános frakcióvezető-helyettesé választották.
A 2018-as választási kampányban pénzt ajánlott az LMP jelöltjének, Midi Melániának, ha visszalép. Farkas Gergely elismerte a megbeszélés tényét, de a pénz fizetése szerinte csak vicces felvetés volt.
A 2018. évi országgyűlési választáson a Jobbik listájának 12. helyéről ismét a parlamentbe jutott, ahol a Jobbik képviselőcsoportja megerősítette általános frakcióvezető-helyettesi tisztségében. A szakpolitikai munkát tekintve továbbra is a Kulturális bizottságban dolgozik, ahol főleg az ifjúság, az oktatás és a kultúra kérdéseivel foglalkozik. Bár a legutóbbi választáson 33,28%-os eredményével második helyezést ért el a Bács-Kiskun megyei 5. egyéni választókerületben, továbbra is aktívan szeretné képviselni a térséget a parlamentben.
2019. február 17-én a Jobbik Ifjúsági Tagozat V. Kongresszusán nem indult az elnökségért. Utódjául Keresztesy Gergőt választották.
2020. május 27-én kilépett a Jobbik frakciójából. "A továbbiakban nem kívánok asszisztálni Jakab Péter és csapata tevékenységéhez, amely végképp politikai és erkölcsi züllésbe sodorta ezt a régen szebb napokat látott pártot"
A 2022-es országgyűlési választáson nem indult.